# Jacques Nikonoff

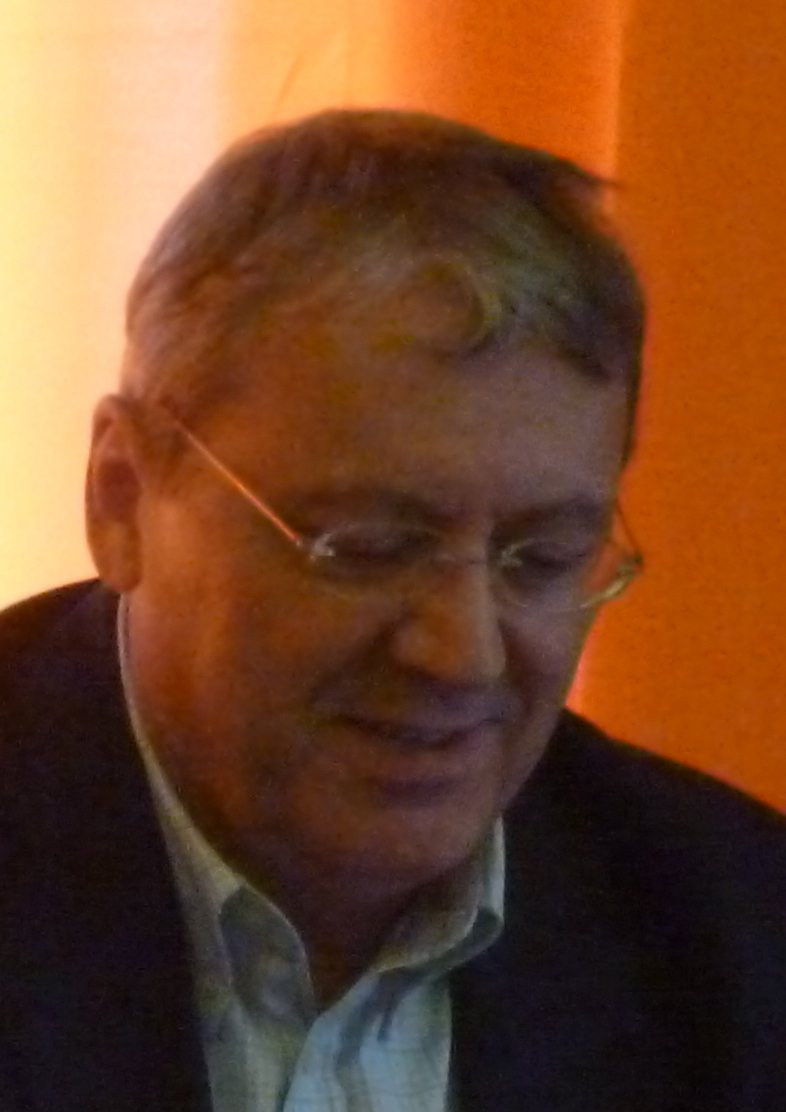
Jacques Nikonoff, 2015

Jacques Nikonoff (* 27. Januar 1952 in Suresnes) ist ein französischer Ökonom.

## Leben
Der Enkel eines in Frankreich sesshaft gewordenen russischen Matrosen begann als 16-Jähriger als Metallschweißer bei Norton in La Courneuve. Schon zwei Jahre später wurde er Hauptamtlicher des Gewerkschaftsbunds Confédération générale du travail und der örtlichen Parti communiste français (PCF). 
Als Norton um 1978 geschlossen wurde, begann er ein Studium der Erziehungswissenschaften an der Universität Paris VIII und besuchte anschließend das Conservatoire National des Arts et Métiers und das Institut d’études politiques de Paris. 1984  bestand er die Aufnahmeprüfung an der Eliteschule École nationale d’administration (ENA).
Er arbeitete als Berater bei der Staatsbank Caisse des Dépôts et Consignations, für die er zwischen 1989 und 1992 als französischer Finanzattaché und als Beobachter des amerikanischen Börsenbetriebs in New York tätig war.
1999–2001 war er Mitglied der Leitung der PCF. Er war Gründungsmitglied der Bewegung Un travail pour chacun und engagierte sich bei Attac.